# Gloskär (Enklinge, Kumlinge, Åland)
Gloskär är en ö i Åland (Finland). Den ligger i Skärgårdshavet och i kommunen Kumlinge i landskapet Åland, i den sydvästra delen av landet. Ön ligger omkring 53 kilometer nordöst om Mariehamn och omkring 230 kilometer väster om Helsingfors.
Öns area är 39,3 hektar och dess största längd är 1 kilometer i sydöst-nordvästlig riktning. Ön höjer sig omkring 10 meter över havsytan.